# Enskede Idrottsklubb
L'Enskede Idrottsklubb, meglio noto come Enskede IK, è una società calcistica svedese con sede presso il quartiere di Gamla Enskede, a Stoccolma.

## Storia
La fondazione dell'Enskede IK avvenne nel 1914 a seguito dell'unione di due club, rispettivamente Enskede IF e Bollklubben 1913.
Nel 1927 venne inaugurato l'Enskede IP, prima vera casa della squadra, ancora utilizzata ai giorni nostri.
Nel 1942 la squadra raggiunse il punto più alto della propria storia grazie al 2º posto nel campionato di Division 3, che all'epoca rappresentava il terzo livello del calcio svedese.
Il 1974 fu l'anno in cui prese vita la sezione calcistica femminile del club. Un anno più tardi iniziarono gli investimenti nel calcio giovanile, il quale rappresenta tuttora una componente chiave, dato che la società annovera tuttora più di 100 squadre.
In passato l'Enskede IK ebbe sezioni di bandy, pallamano e hockey su ghiaccio, ma oggi è attiva solo la sezione calcistica.

## Palmarès

### Competizioni nazionali
- Division 2: 1

2015
- Division 3: 1

2003
- Division 4: 1

1994